# Maria-eilanden
De Maria-eilanden (Spaans: Islas Marías) zijn een archipel in de Grote Oceaan. Ze horen bij Mexico en liggen 100 kilometer ten westen van de kust. De Maria-eilanden vallen onder de gemeente San Blas in de deelstaat Nayarit.
De archipel bestaat uit drie grote en zes kleinere eilanden:
| Eiland          | Oppervlakte km² | Locatie                 |
| --------------- | --------------- | ----------------------- |
| San Juanito     | 9,105           | 21° 45′ NB, 106° 41′ WL |
| Piedra El Morro | 0,060           | 21° 44′ NB, 106° 42′ WL |
| María Madre     | 145,282         | 21° 37′ NB, 106° 35′ WL |
| Isla Don Boni   | 0,025           | 21° 33′ NB, 106° 32′ WL |
| María Magdalena | 70,440          | 21° 28′ NB, 106° 26′ WL |
| María Cleofas   | 19,818          | 21° 19′ NB, 106° 15′ WL |
| Piedra Blanca   | 0,172           | 21° 19′ NB, 106° 17′ WL |
| Roca Blanca     | 0,034           | 21° 18′ NB, 106° 16′ WL |
| Naamloze rots   | 0,034           | 21° 18′ NB, 106° 17′ WL |
| Islas Marías    | 244,970         | 21° 32′ NB, 106° 28′ WL |

Slechts María Madre, het grootste eiland, is bewoond. Op dit eiland is een gevangeniskolonie gevestigd, alsmede een militaire basis. Op dit eiland komt de Tres Marías-wasbeer voor, evenals op María Magdalena. De hele archipel is verder uitgeroepen tot biosfeerreservaat.